# Петренко Павло Йосипович
Павло Йосипович Петренко (15 листопада 1903, с. Рублівка, Богодухівський повіт, Харківська губернія, Російська імперія — † 11 вересня 1982, Сент-Пол, Міннесота, США) — український літературознавець, науковець та викладач.

## Життєпис

### Дитинство
Народився 15 листопада 1903 року в с. Рублівка, Богодухівський повіт, Харківська губернія, Російська імперія (нині с. Велика Рублівка Полтавського району Полтавської області) в селянській родині. 
Ще в дошкільному віці його забрали до себе родичі, щоб дати освіту і залишити на господарстві. Потім відвезли в Богодухів до гімназії, де жив на квартирі, далеко від рідних. Після початку  громадянської війни повернувся в рідне село. Одного разу більшовики взяли з Рублівки шестеро закладників, серед них і батька. Носити передачу дозволили тільки йому, 14-річному Павлу. Відступаючи, більшовики вивезли закладників до лісу і всіх розстріляли, що глибоко вразило душу хлопця.

## Освіта

### Полтавський інститут народної освіти
У 1924 році закінчив Полтавський інститут народної освіти (факультет мови і літератури), де його викладачами були Мірза-Авак'янц Наталія Юстівна, Бузинний Олександр Тихонович, Ващенко Григорій Григорович, Щепотьєв Володимир Олександрович та ін. 
У той час формується його суспільна свідомість, він починає досліджувати літературу і публікувати перші праці. Одна з них — «Марксистська метода в літературознавстві» (1928). 

### Харківський інститут народної освіти
У 1930 році закінчує аспірантуру при кафедрі мови і літератури Харківського інституту народної освіти і захищає дисертацію на тему: «Григорій Квітка» (1931). 
У ці роки з’являються його праці: «Похорон Т. Г. Шевченка» (1929, виходила двічі), «Іван Котляревський: Критико-біографічний нарис» (1931), вступні статті до творів Г. Квітки-Основ'яненка «Маруся» і «Сердешна Оксана», «Творча путь Марка Вовчка» (1932) тощо. Останню працю прихильно оцінив професор Павло Филипович, відзначивши у П. Петренка вдумливий аналіз, наукову вивіреність висновків та широке використання джерел. 
Зваживши на ці якості, професор О. Білецький запрошує його до участі в написанні «Загального курсу історії української літератури», який він редагував. Крім наукової праці, П. Петренко викладав у вищій школі. У 1920-х — на поч. 1930-х рр. опублікував у різних виданнях низку статей і рецензій про Т. Шевченка, М. Євшана, І. Дніпровського та ін. А далі, як писав відомий критик і літератутрознавець Г. О. Костюк, «на цих багатонадійних початках і кінчилася тоді кар'єра молодого вченого».

### Арешт, заслання, життя у Німеччині
У грудні 1934 року масові арешти української інтелігенції не минули і його. Із  п'ятирічним терміном опинився у Ухт-Печорському таборі на корчуванні лісу та будівництві барж. Останній рік навіть потрапив у рахівники, бо вже не мав сили для фізичної праці. 1938 року вийшов із табору, але жити мав у місті Липецьку, тоді як сім’я залишилася в Харкові. Із початком Другої світової війни гітлерівці захопили Липецьк, і він пішки прийшов до Харкова.
У Харкові П. Петренко зібрав цінну бібліотеку, частину якої вивіз потім із собою за кордон. У нього були такі рідкісні публікації: журнал «Основа», «Історія української літератури» М. Петрова, «Чумацькі народні пісні» І. Рудченка, книжки з автографами О. Потебні, X. Алчевської та ін. Він називав себе «старим малохольним бібліофілом».
Залишатися під владою більшовиків не захотів, а відтак послався на Захід. Переживши злигодні втікача, з родиною опинився в таборі переміщених осіб. Там у таборі ім. Лисенка в Ганновері ентузіасти освіти вирішили відкрити гімназію для навчання українських дітей, де П. Петренко став викладачем українознавства. 
Там же він розпочинає і новий період своїх наукових досліджень з літератури. У 1946 році під псевдонімом О. Ган закінчує і публікує розвідку «Трагедія Миколи Хвильового» (1947), а в «Літературно-науковому збірнику» (1947) — статті «Три літа» та «Українські ваганти: дяки і пиворізи». Дещо раніше, 1944 в Берліні, вийшла 52-сторінкова розвідка «Григорій Квітка в історичному процесі культурно-національного самовизначення українського народу».
У 40-х роках, у перші часи еміграції, П. Петренко опублікував статті «Шевченко — поет і мислитель» та «Полонянки» (журнал «Дозвілля», 1944), «Коло джерел відродження» («Український вісник», 1944), «Українські ваганти: дяки і пиворізи» («Літературно-науковий збірник», ч. 2, 1946, Ганновер) та ін.
До 1950, його праці з'являлися в журналі «Дозвілля», газетах «Земля», «Краківські вісті», «Український вісник» та ін.

### Переїзд до США, життя за океаном
На початку 50-х років переїжає з родиною до США і оселяється у місті Сент-Пол, штат Міннесота.
До виходу на пенсію П. Петренко працював на заводі. У вільний час він читав лекції в українській громаді для студентів і слухачів парафіяльної школи, а також продовжував працю літературознавця.
Виступав у літературно-мистецькому клубі української громади Міннесоти, де прочитав такі лекції: «Українське сердите покоління і його журнал "Українська хата"» (1965), «Творчість М. К. Зерова» (1965), «Іван Франко, Михайло Драгоманов в історичній перспективі», «Кріпаки-інтелігенти і Шевченко» (1967), «Запрошення на страту: Погром українського літературознавства в 1930-х роках» (1967), «Шевченко в історичному калейдоскопі» (1968) та ін. У 1968 році опублікував брошуру «Один з останніх могікан: пам’яті Дмитра Солов’я». 
Вийшовши на пенсію, родина Петренків змогла дозволити собі власний будинок. Петро Йосипович багато читав, робив численні виписки із книг, які діставав навіть із Парижа і бібліотеки Конгресу США. 
На жаль, як пише Г. Костюк, Петренко важко акліматизувався, стан здоров’я погіршувався, він переніс кілька операцій. І все ж він продовжував поволі опрацьовувати задумані теми про П. Куліша, М. Вовчка, про зв’язки К. Рилєєва з Україною, збирав нові матеріали про М. Хвильового, цікавився творчою спадщиною В. Винниченка. Його ще в 50-60-х роках називали «живою енциклопедією», до нього постійно зверталися студенти університетів і школярі старших класів парафіяльної школи. Він співпрацював із професором Кубійовичем і для його «Енциклопедії українознавства» написав не одну статтю. Продовжував збирати книги все життя, і не лише українські, а й англійські, російські, польські, німецькі, бо його цікавили всі галузі людських знань. Тисячі виписок, які він постійно робив, читаючи книги і періодику, слугували при підготовці статей до друку і рефератів для виступу в місцевому літературно-мистецькому клубі.

### Останні роки
Останні роки П. Петренко були потьмарені не лише тяжкими хворобами, втратою пам'яті, але й іншими обставинами: збройне пограбування уночі, здійснене двома чорношкірими, які дуже його налякали, звісткою з Кавказу про смерть матері тощо.
Г. Костюк писав: «Доля не була щедра до нього... Він міг дати багато більше, ніж дав для нашої історико-літературної науки. Але й те, що він дав, є таке ваговите, що залишиться в культурнійт скарбниці українського народу на довгі часи».
Помер Павло Йосипович Петренко 11 вересня 1982 року. Дружина Ольга Федорівна писала: «Коло любимих книжок і заснув вічним сном...»

## Основні праці
- Марксівська метода в літературознавстві. Х., 1928; Похорон Т. Г. Шевченка. Х., 1929;
- «Наталка Полтавка» Івана Котляревського // Котляревський І. Наталка Полтавка. X.; Дн., 1930;
- «Маруся» Гр. Квітки. Х., 1931; Сердешна Оксана. Х., 1931;
- Іван Котляревський: Крит.-біогр. нарис. X., 1931;
- Творча путь Марка Вовчка. X.; К., 1932;
- Григорій Квітка. Берлін, 1944;
- Трагедія Миколи Хвильового. Новий Ульм; Ауґсбурґ, 1947 (під псевдонімом О. Ган);
- Один з останніх могікан: Пам’яті Дмитра Солов’я. Нью-Йорк; Детройт, 1968. [2]